# Sling Aircraft Sling 2

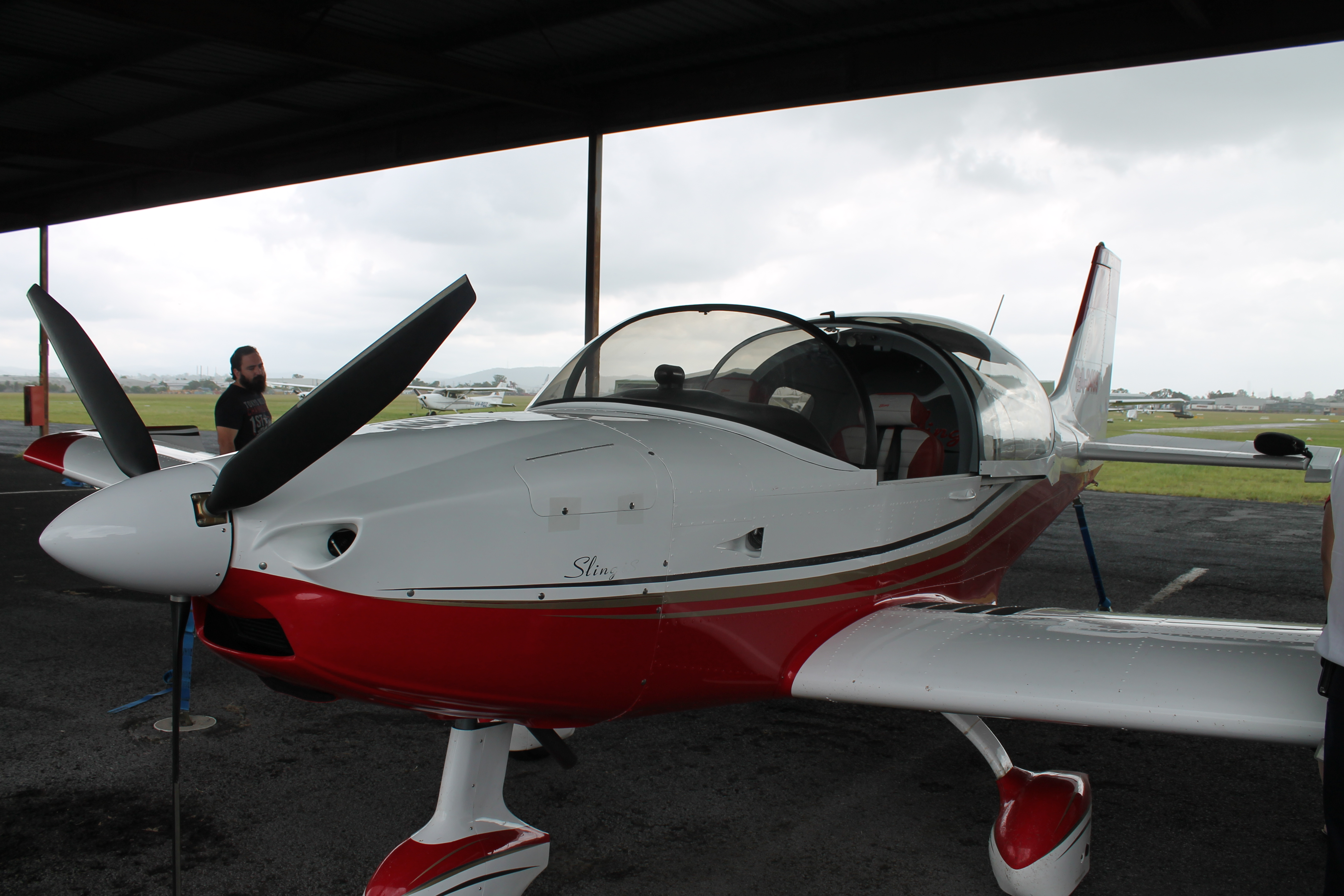
Sling 2

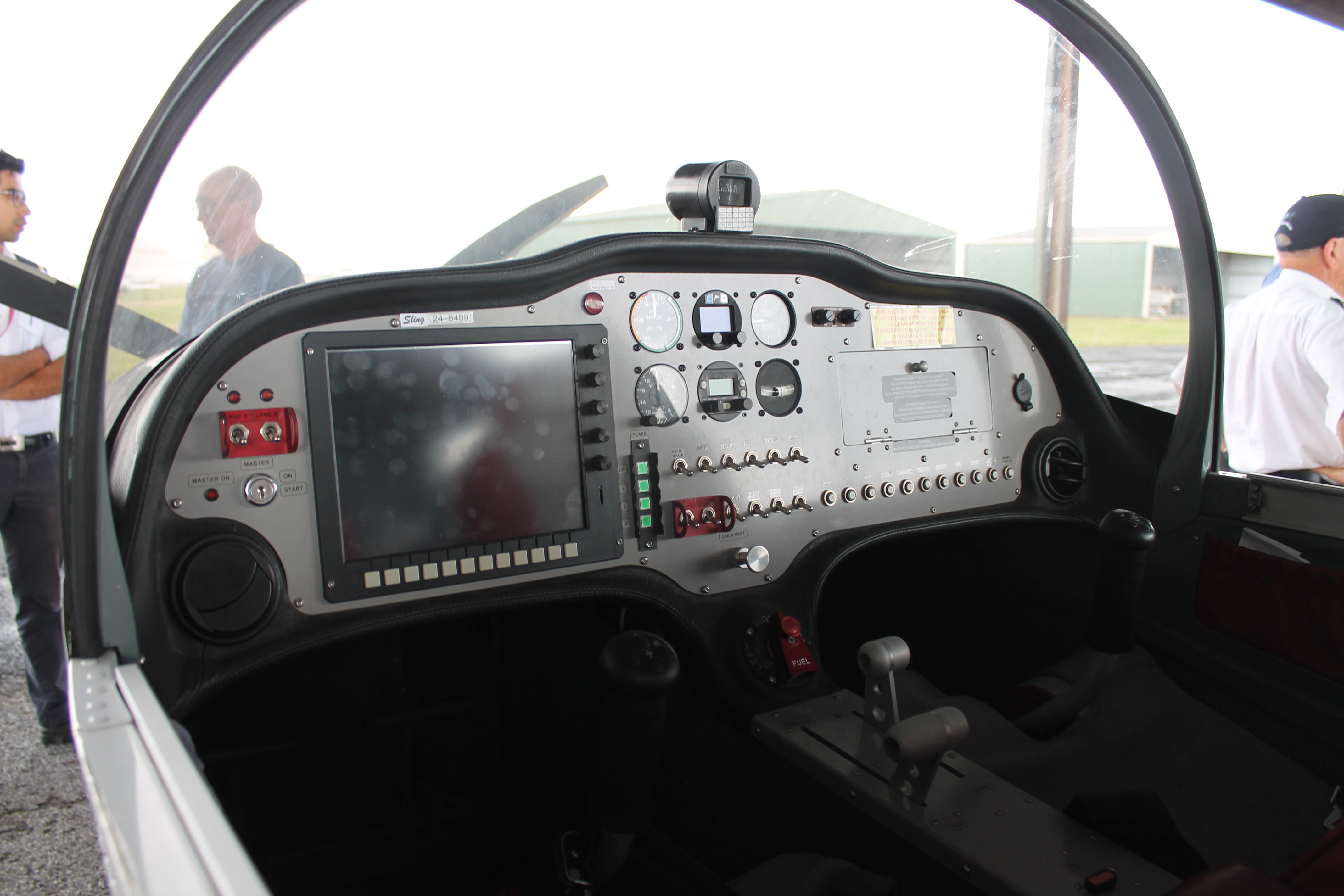
Cockpit der Sling 2

Die Sling Aircraft Sling 2, ehemals The Airplane Factory Sling 2 ist ein zweisitziges Leichtflugzeug des südafrikanischen Flugzeugherstellers Sling Aircraft aus Johannesburg. Sie wird sowohl als Bausatz als auch als flugfertige Maschine ausgeliefert.

## Geschichte
Mike Blyth begann mit der Entwicklung der Sling 2 im Jahr 2006 und der erste Prototyp absolvierte seinen Jungfernflug am 18. November 2008. Es folgten ausgiebige Test in Zusammenarbeit mit einem südafrikanischen Aerodynamikspezialisten, die im Jahr 2009 abgeschlossen wurden. Blyth und sein Partner James Pitman unternahmen daraufhin mit dem zweiten Prototyp eine Weltumrundung. Sie starteten in Südafrika und flogen über Westafrika und über den Atlantik nach Brasilien. Weiter ging der Flug über Guyana, die Virgin Islands und die Ostküste der Vereinigten Staaten nach Oshkosh in Wisconsin zur Teilnahme am EAA AirVenture Oshkosh 2009. Nach der Flugshow flogen sie über Los Angeles, Hawaii, die Marshall-Inseln, Micronesien, Indonesien, Malaysia, Sri Lanka und die Seychellen zurück nach Südafrika. Die Reise dauerte insgesamt vierzig Tage. Das verwendete Flugzeug war eine Produktionsmodell, das mit größeren Kraftstofftanks mit einem Fassungsvermögen von insgesamt 118,8 US-Gallonen, verstärktem Fahrwerk, Liegesitzen und abnehmbaren Steuerknüppeln ausgestattet war. Durch die Modifikationen hatte die Maschine eine Reichweite bei Reisegeschwindigkeit von rund 24 Stunden. Blythe und Pitman flogen die Sling 2 bei vollen Tanks zunächst mit einer Reisegeschwindigkeit von 89 kn (165 km/h) und konnten sie bis auf 96 kn (178 km/h) bei fast leeren Tanks erhöhen. Voll betankt und beladen wog das Flugzeug inklusive Besatzung etwa 1.984 lb (900 kg) und war damit rund 600 lb (272 kg) überladen. Mit dieser Beladung erreichte die Maschine eine Steigrate von lediglich 350 Fuß pro Minute.

## Konstruktion
Die Sling 2 ist ein zweisitziger Tiefdecker in Ganzmetallbauweise mit starrem Bugradfahrwerk. Als Antriebsvarianten standen ursprünglich ein Rotax 912UL mit einer Nennleistung von 80 PS (59 kW), ein Rotax 912ULS mit 100 PS (74 kW), ein Rotax 912iS oder ein turboaufgeladener Rotax 914 UL mit 115 PS (85 kW) mit Dreiblattpropeller der Herstellers Warp Drive zur Verfügung. Die Verwendung des Rotax 912 UL wurde später eingestellt. Die Maschine verfügt über eine Schiebekanzel, große Kraftstofftanks und ein Glascockpit.

## Verkaufszahlen
Bis zum Ende des Jahres 2019 wurden 310 Einheiten ausgeliefert.

## Versionen
Sling 2
Basismodell, angetrieben von einem Rotax 912 mit einer Nennleistung von 100 PS (74 kW).
Sonaca 200
Die Sonaca 200 ist eine vom belgischen Flugzeughersteller Sonaca Aircraft gebaute und von der EASA musterzugelassene Version der Sling 2. Angetrieben wird sie von einem Rotax 914F mit 115 PS (85 kW).

## Technische Daten
| Kenngröße            | Daten                              |
| -------------------- | ---------------------------------- |
| Besatzung            | 1                                  |
| Passagiere           | 1                                  |
| Länge                | 22,89 ft (6,98 m)                  |
| Spannweite           | 30,09 ft (9,17 m)                  |
| Höhe                 | 8,2 ft (2,5 m)                     |
| Flügelfläche         | 127,5 ft² (11,85 m²)               |
| Flügelstreckung      | 7,04                               |
| Leermasse            | 816 lb (370 kg)                    |
| max. Startmasse      | 1.543 lb (700 kg)                  |
| Reisegeschwindigkeit | 120 kn (222 km/h)                  |
| Dienstgipfelhöhe     | 13.000 ft (3.962 m)                |
| Triebwerke           | 1 × Rotax 912iS mit 100 PS (74 kW) |